# Céline Seignon Kandissounon
Celine Seignon Kandissounon est une femme politique et fonctionnaire internationale béninoise.

## Biographie
Celine Seignon Kandissounon est une femme politique du Bénin qui a occupé plusieurs postes au Bénin et à l'étranger. Elle est directrice de cabinet du ministre béninois du Plan, de la Restructuration économique et de la Promotion de l’emploi du Bénin de 1997 à 1999. De 2001 à 2005, elle est ministre de la Santé du Bénin,. En 2008, elle est nommée représentante de l’OMS à Madagascar,.